# Lisa Hahner
Lisa Hahner (* 20. November 1989 in Hünfeld) ist eine deutsche Leichtathletin und Langstreckenläuferin. Ihr bisher größter Erfolg ist der Gewinn der Deutschen Marathonmeisterschaft 2015. In der Öffentlichkeit tritt sie oft mit ihrer Zwillingsschwester Anna Hahner unter der Eigenbezeichnung Hahner Twins auf.

## Werdegang
Lisa Hahner wuchs im Nüsttaler Ortsteil Rimmels auf und begann erst mit 18 Jahren Leichtathletik zu betreiben.

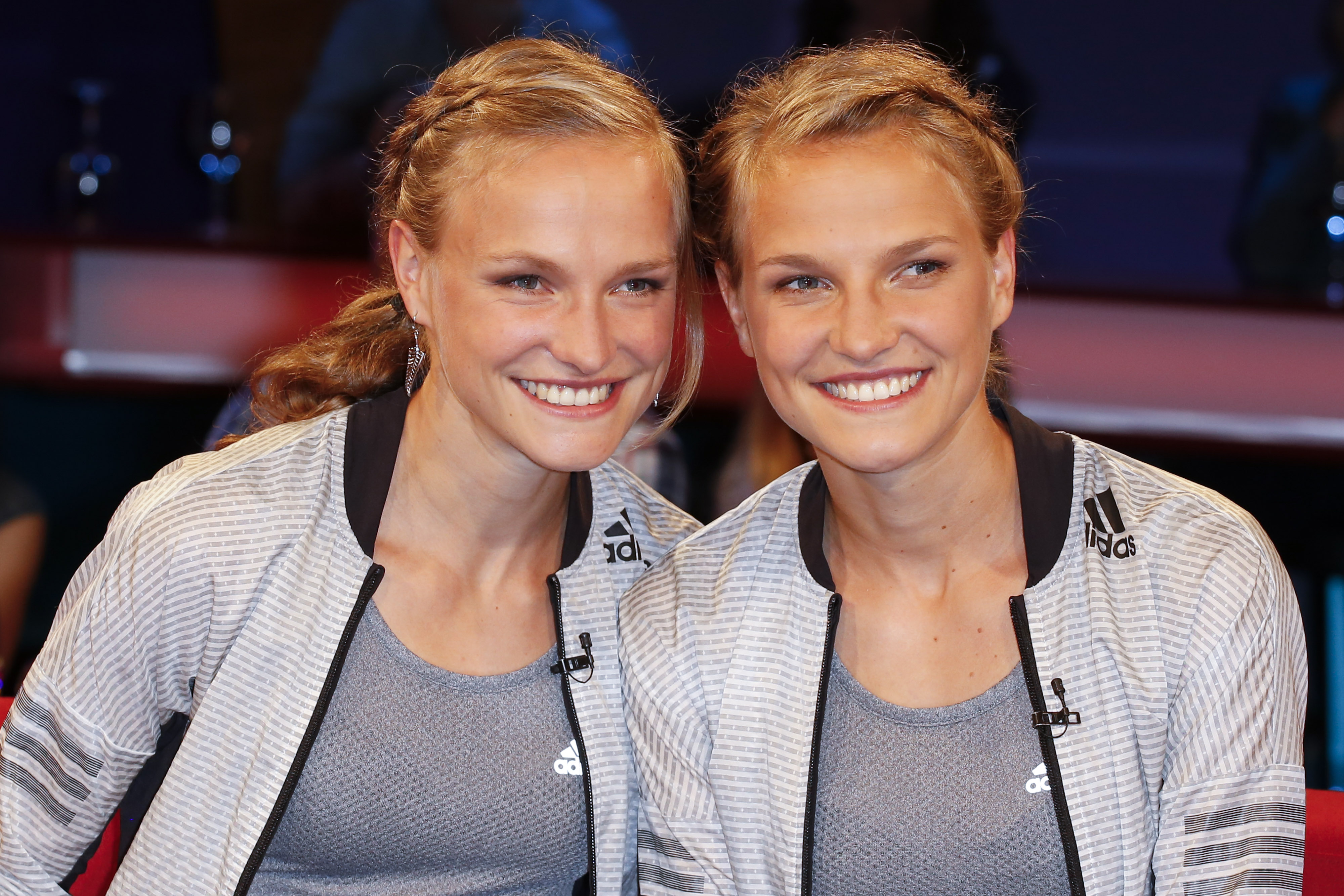
Anna und Lisa Hahner bei der NDR Talk Show, 2016

Nach einem Vortrag von Joey Kelly in Fulda wurde sie zusammen mit ihrer Schwester Anna in diesem Sport aktiv. Die Zwillinge studierten an der Johannes Gutenberg-Universität Mainz auf Lehramt. Sie gewannen Seite an Seite 2007 ihren ersten Halbmarathon beim Bad Hersfelder Lollslauf in 1:29 h, starteten dann bei Meisterschaften und für das Nationalteam.
Gleich im ersten Jahr 2008 wurde sie Deutsche Vizemeisterin mit der Juniorinnen-Mannschaft 10 km Straße. 2009 wurde sie zuerst hinter ihrer Schwester Anna Süddeutsche Vizemeisterin. 2009 wechselte Hahner den Trainer und auf Jürgen Stephan folgte der Triathlet Sascha Winterfeld. 2010 war sie erfolgreich mit vier Deutschen Meistertiteln bei den Frauen und Juniorinnen in der Mannschaftswertung. Im Frühjahr wurde sie Deutsche Meisterin im Crosslauf mit den Frauen des PSV Grün-Weiß Kassel. Am 11. September 2010 gewannen Simret Restle sowie Anna und Lisa Hahner den deutschen Meistertitel in der Mannschaftswertung im 10-km-Straßenlauf.
2011 trat Hahner bei der ersten Europameisterschaft an und holte dort direkt die Silbermedaille in der Altersklasse U23 im Cross mit der Mannschaft. Ebenfalls konnte sie die Bronzemedaille bei der Deutschen Meisterschaft über 5000 m bei den Frauen gewinnen. 2011 wurde Wolfgang Heinig (Mann und Trainer der ehem. Olympiamedaillengewinnerin Katrin Dörre-Heinig) Trainer von Hahner.
Im Jahr 2012 errang Lisa Hahner erneut die Bronzemedaille bei den Deutschen Meisterschaften über 5000 m. In diesem Rennen erreichte sie mit 15:49,83 min eine neue persönliche Bestzeit.
Im Oktober erreichte Lisa Hahner bei ihrem ersten Marathonlauf in Frankfurt am Main den 8. Platz. Im Mai 2013 wurde der in Kenia lebende italienische Coach Renato Canova Trainer von Hahner.
Bei den Deutschen Marathonmeisterschaften 2015 am 25. Oktober im Rahmen des Frankfurt-Marathon verfehlte sie als neue Deutsche Meisterin und Sechstplatzierte der Gesamtwertung mit einer neuen persönlichen Bestzeit von 2:28:39 h die Olympianorm des Deutschen Leichtathletik-Verbands um neun Sekunden.

### Olympische Sommerspiele 2016
2016 qualifizierte sich Lisa Hahner im Januar für die Olympischen Spiele in Rio de Janeiro, nachdem die deutsche Olympianorm um zwei Minuten auf 2:30:30 h herunter gesetzt worden war. Beim Marathonlauf in Rio belegten die Hand in Hand über die Ziellinie laufenden Zwillinge die Plätze 81 (Anna, 2:45:32) und 82 (Lisa, 2:45:33). Da sie mit mehr als 21 Minuten Rückstand auf die Siegerin und mit mehr als 15 Minuten von ihren Bestleistungen entfernt waren, erhielten sie vielseitige Kritik für dieses medienorientierte und unsportliche Verhalten.
 Thomas Kurschilgen, der Sportdirektor des Deutschen Leichtathletik-Verbandes (DLV), meinte, das Tempo für diese Platzierung habe den kämpferischen Sportsgeist des Großereignisses vermissen lassen. Beim Frankfurt-Marathon 2016 war ihr Erscheinen und das ihrer Schwester wegen des Verhaltens bei den Olympischen Spielen unerwünscht.
Im März 2017 konnte sie nach 34:24 Minuten den Citylauf Dresden über die 10-km-Distanz für sich entscheiden.

## Vereinszugehörigkeiten
Hahner startet seit 2019 für den SCC Berlin. Zuvor war sie von 2011 bis 2018 bei Run2Sky.com und davor von 2007 bis 2010 beim PSV Grün-Weiß Kassel.

## Sportliche Erfolge
| Datum/Jahr    | Rang | Wettbewerb                           | Austragungsort           | Zeit     | Bemerkung                                                                         |
| ------------- | ---- | ------------------------------------ | ------------------------ | -------- | --------------------------------------------------------------------------------- |
| 31. Juli 2021 | 10   | adidas Runners Night Berlin          | Berlin                   | 00:35:31 | 10-km-Distanz                                                                     |
| 25. Juni 2017 | 1    | SportScheck-Lauf München             | München                  | 01:15:01 | Halbmarathon                                                                      |
| 27. Mai 2017  | 1    | Luxemburg-Marathon                   | Luxemburg                | 01:18:11 | Halbmarathon                                                                      |
| 19. März 2017 | 1    | Citylauf Dresden                     | Dresden                  | 00:34:24 | 10-km-Distanz                                                                     |
| 14. Aug. 2016 | 82   | Olympische Sommerspiele 2016         | Rio de Janeiro           | 02:45:33 | [ 13 ]                                                                            |
| 28. Mai 2016  | 1    | Luxemburg-Marathon                   | Luxemburg                | 01:17:04 | Siegerin Halbmarathon mit Streckenrekord                                          |
| 10. Apr. 2016 | 6    | Hannover-Marathon                    | Hannover                 | 02:34:56 |                                                                                   |
| 13. März 2016 | 1    | Bienwald-Marathon                    | Kandel (Pfalz)           | 01:14:28 | Halbmarathon – Leistungsbestätigung des DLV (01:14:30 h) für Olympia 2016 erfüllt |
| 25. Okt. 2015 | 6    | Frankfurt-Marathon                   | Frankfurt                | 02:28:39 | Deutsche Marathon-Meisterin                                                       |
| 11. Okt. 2015 | 1    | Bad Hersfelder Lollslauf             | Bad Hersfeld             | 01:14:05 | Halbmarathon, neue persönliche Bestzeit                                           |
| 19. Sep. 2015 | 4    | Greifenseelauf                       | Greifensee               | 01:17:23 | Halbmarathon am Greifensee                                                        |
| 23. Aug. 2015 | 7    | Kärnten läuft                        | Klagenfurt am Wörthersee | 01:16:55 | Halbmarathon am Wörthersee                                                        |
| 26. Juli 2015 | 8    | Rio de Janeiro Marathon              | Rio de Janeiro           | 01:18:50 | Halbmarathon                                                                      |
| 12. Okt. 2014 | 1    | Bad Hersfelder Lollslauf             | Bad Hersfeld             | 01:16:13 | Halbmarathon, zeitgleich mit ihrer Schwester Anna Hahner                          |
| 29. Juni 2014 | 2    | SportScheck-Lauf München             | München                  | 01:20:25 | Halbmarathon, hinter Schwester Anna Hahner                                        |
| 13. Okt. 2013 | 1    | Bad Hersfelder Lollslauf             | Bad Hersfeld             | 01:14:21 | Halbmarathon, zeitgleich mit ihrer Schwester Anna Hahner                          |
| 21. Apr. 2013 | 4    | Hamburg-Marathon                     | Hamburg                  | 02:31:48 | Schnellste Deutsche                                                               |
| 28. Okt. 2012 | 8    | Frankfurt-Marathon                   | Frankfurt                | 02:31:28 | Erster Marathon-Start                                                             |
| 14. Okt. 2012 | 1    | Bad Hersfelder Lollslauf             | Bad Hersfeld             | 01:21:44 | Halbmarathon                                                                      |
| 11. Dez. 2011 | 12   | Crosslauf-Europameisterschaften 2011 | Velenje                  | 00:20:31 | U23-Frauen, hinter der Siegerin Emma Pallant                                      |
| 12. Dez. 2010 | 32   | Crosslauf-Europameisterschaften 2010 | Albufeira                | 00:21:39 | U23-Frauen                                                                        |

## Persönliche Bestleistungen

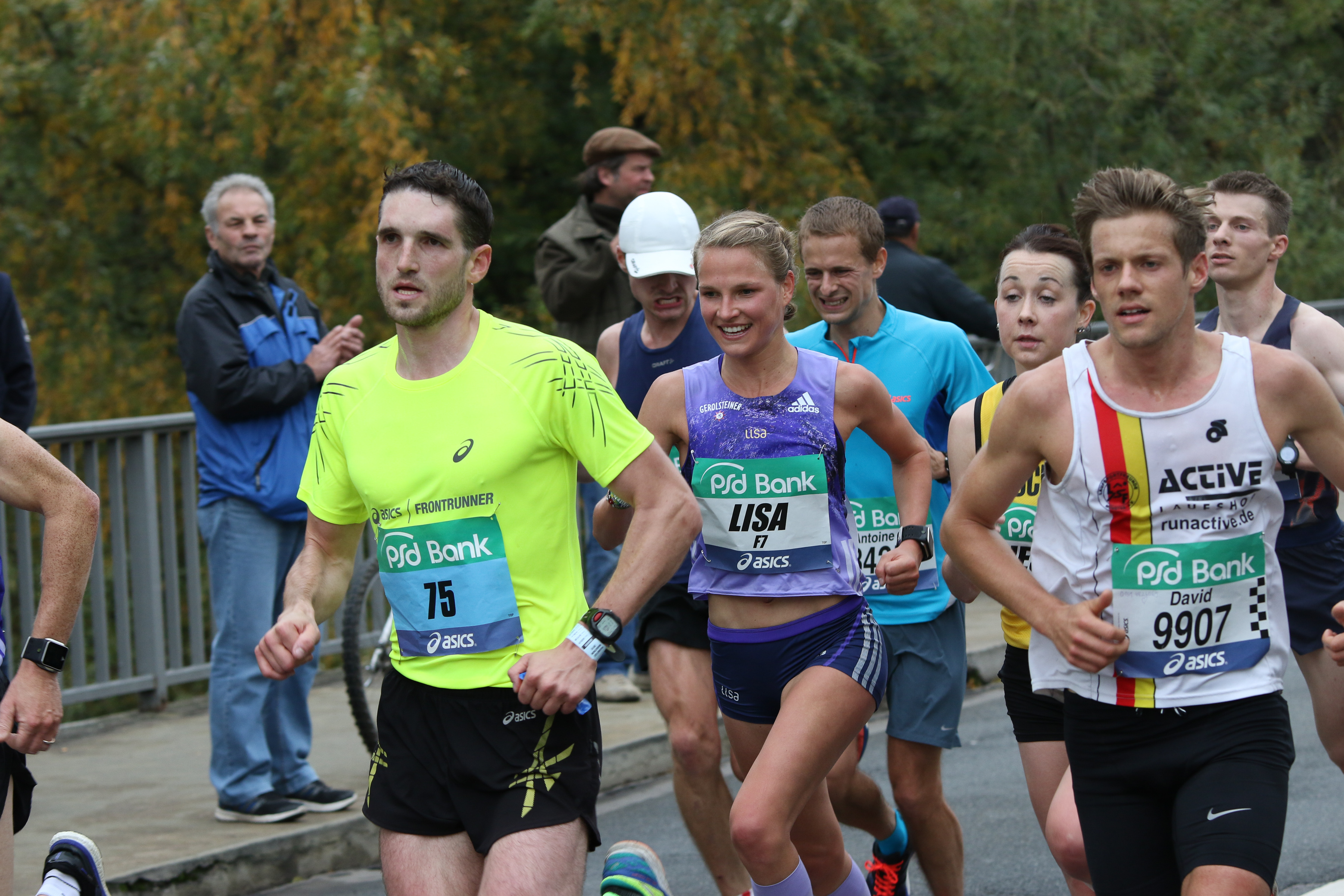
Lisa Hahner bei ihrer persönlichen Bestleistung im Frankfurt-Marathon 2015

- 3000 m:  9:18,42 min, 4. Juli 2012, Pfungstadt
- 5000 m:  15:49,83 min, 16. Juni 2012, Bochum-Wattenscheid
- 10.000 m: 33:38,49 min, 3. Juni 2012, Europacup Bilbao
- 10-km-Straßenlauf: 33:50 min, 31. März 2013, Paderborner Osterlauf
- Halbmarathon: 1:14:05 h, 11. Oktober 2015, Bad Hersfelder Lollslauf
- Marathonlauf: 2:28:39 h, 25. Oktober 2015, Frankfurt-Marathon, Frankfurt am Main

## Publikationen
- Anna & Lisa Hahner: Time to Run: Das Trainingstagebuch für alle, die das Laufen lieben. Spomedis Verlag, Hamburg 2016 ISBN 978-3-95590-096-0